# Thinopteryx citrina
Thinopteryx citrina là một loài bướm đêm trong họ Geometridae.